# Cascera flavovirens
Cascera flavovirens är en fjärilsart som beskrevs av Rothschild 1917. Cascera flavovirens ingår i släktet Cascera och familjen tandspinnare. Inga underarter finns listade i Catalogue of Life.